# 豊田郡 (茨城県)
- 令制国一覧 > 東海道 > 下総国 > 豊田郡
- 日本 > 関東地方 > 茨城県 > 豊田郡

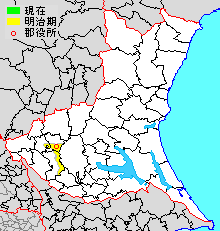
茨城県豊田郡の範囲

豊田郡（とよだぐん）は、茨城県（下総国）にあった郡。かつての鬼怒川東岸にあたる。

## 郡域
- 常総市の一部（概ね東町・水海道川又町を除く鬼怒川以東）
- 下妻市の一部（概ね鬼怒川以東、小貝川以西かつ中居指、今泉、小島、古沢以南）
- 結城郡八千代町の一部（貝谷・沼森・今里・若・川尻・本郷・仁江戸・粟野・片角・中野・苅橋・東大山・太田）

## 歴史

### 近代以降の沿革
- 「旧高旧領取調帳」に記載されている明治初年時点での支配は以下の通り。●は村内に寺社領が、○は寺社除地、×は百姓除地（除地とは領主から年貢免除の特権を与えられた土地）が存在。下記のほか本石下中石下上石下村新田が記載されているが、支配者不明となっている。（80村）

| 知行         | 知行                         | 村数 | 村名 |
| ------------ | ---------------------------- | ---- | --- |
| 幕府領       | 幕府領                       | 6村  | ●○若村、○川尻村、●○本宗道村、妙見沼新田、蓮柄沼新田、新井木村 |
| 幕府領       | 旗本領                       | 46村 | ●○沼森村、●○今里村、○本郷村、貝谷村、片角村、○大山村、刈橋村、粟野村、粟野新田、行田村、松岡村、●中居指村、下栗村、田下村、新宗道村、見田村、唐崎村、伊古立村、長萱村、古沢村、古沢村地先新田、渋田村、●○×小保川村、●○×本石下村、中石下村、●○本豊田村、●○豊田村、●大房村、東野原村、平内村、●○曲田村、福田村、福崎村、山口村、収納谷村、上蛇村、上川崎村、中川崎村、沖新田、十花村、兵右衛門新田、長助新田、平右衛門新田、相野谷村、中山村、小山戸村 |
| 幕府領       | 幕府領・旗本領               | 21村 | 太田村、●今泉村、●小島村、谷田部村、袋畑村、●加養村、山尻村、柳原村、肘谷村、樋橋村、鯨村、○舘方村、○原村、●○若宮戸村、●○上石下村、●○新石下村、三坂村、三坂新田、●○中妻村、大崎村、●水海道村 |
| 藩領         | 出羽長瀞藩                   | 1村  | ●○新堀村 |
| 幕府領・藩領 | 幕府・常陸牛久藩             | 1村  | 仁江戸村 |
| 幕府領・藩領 | 幕府・陸奥仙台藩・出羽長瀞藩 | 1村  | 大園木村 |
| 幕府領・藩領 | 旗本・下野烏山藩             | 2村  | 原宿村、箕輪村 |
| 幕府領・藩領 | 旗本・出羽長瀞藩             | 1村  | 羽子村 |

- 慶応4年6月27日（1868年8月15日） - 全域が常陸知県事の管轄となる。出羽長瀞藩は上総大網藩に移封、陸奥仙台藩は減封。郡内の牛久藩領は新治郡、河内郡に領地替えとなる。
- 明治初年に本石下中石下上石下村新田が本石下村に編入されたとみられる。（79村）
- 明治2年
  - 2月9日（1869年3月21日） - 常陸知県事の管轄地域に若森県を設置。
  - 妙見沼新田のうち、妙見沼新田新石下村孫兵衛受が新石下村に、妙見沼新田本豊田村三人受が本豊田村に編入。（78村）
- 明治4年
  - 11月14日（1871年12月25日） - 第1次府県統合により印旛県の管轄となる。
  - 水海道村が水海道駅に改称。（1駅77村）
- 1873年（明治6年）6月15日 - 印旛県が木更津県と統合して千葉県が発足。
- 1875年（明治8年）
  - 5月7日 - 千葉県管下の下総国のうち利根川以北の区域が茨城県に移管。
  - このころまでに蓮柄沼新田が本石下村に編入。（1駅76村）
- 1878年（明治11年）
  - 12月2日 - 郡区町村編制法の茨城県での施行により、行政区画としての豊田郡が発足。本宗道村に「結城豊田岡田郡役所」が設置され、結城郡・岡田郡とともに管轄。
  - 上石下村・中石下村が本石下村に編入。（1駅74村）
  - 行田村・松岡村が合併して二本紀村となる。（1駅73村）
- 1875年（明治18年） - 上川崎村・中川崎村が合併して川崎村に、福田村・福崎村が合併して福二村になる。（1駅71村）

### 町村制以降の沿革
- 1889年（明治22年）

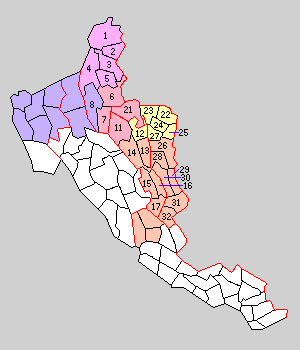
21.西豊田村 22.豊加美村 23.総上村 24.宗道村 25.蚕飼村 26.豊田村 27.玉村 28.石下村 29.五箇村 30.三妻村 31.大生村 32.水海道町 （赤：八千代町 橙：常総市 黄：下妻市。1 - 8は結城郡、11 - 17は岡田郡）

  - 3月31日 - 下記の町村の統合が行われる。（1町11村）
    - 西豊田村 ← 仁江戸村、粟野村、片角村、粟野新田、苅橋村、大山村、太田村、若村、沼森村、貝谷村、川尻村、今里村、本郷村（現結城郡八千代町）
    - 豊加美村 ← 加養村、樋橋村、肘谷村、山尻村、谷田部村、柳原村、新堀村（現・下妻市）
    - 総上村 ← 今泉村、中居指村、小島村、古沢村、袋畑村、二本紀村（現・下妻市）
    - 宗道村 ← 本宗道村、田下村、下栗村、新宗道村、渋田村、見田村、唐崎村、伊古立村、長萱村（現・下妻市）
    - 蚕飼村 ← 鯨村、大園木村（現下妻市）
    - 豊田村 ← 曲田村、館方村、豊田村、本豊田村（現・常総市）
    - 玉村 ← 若宮戸村、原宿村、原村、小保川村、羽子村（現・下妻市、常総市）
    - 石下村 ← 新石下村、大房村、東野原村、平内村、山口村、収納谷村、本石下村（現・常総市）
    - 五箇村 ← 福二村、上蛇村、三坂新田、沖新田、川崎村（現・常総市）
    - 三妻村 ← 三坂村、中妻村（現・常総市）
    - 大生村 ← 相野谷村、小山戸村、中山村、平右衛門新田、大崎村、箕輪村、兵右衛門新田、長助新田、新井木村、十花村（現・常総市）
    - 水海道町 ← 水海道駅（単独町制。現・常総市）

  - 4月1日 - 上記1町11村が町村制を施行。
- 1896年（明治29年）4月1日 - 結城郡・岡田郡・豊田郡の区域をもって、改めて結城郡が発足。同日豊田郡廃止。

## 行政
結城・豊田・岡田郡長
| 代 | 氏名 | 就任年月日                | 退任年月日                | 備考                                       |
| -- | ---- | ------------------------- | ------------------------- | ------------------------------------------ |
| 1  |      | 明治11年（1878年）12月2日 |                           |                                            |
|    |      |                           | 明治29年（1896年）3月31日 | 岡田郡および結城郡との合併により豊田郡廃止 |